# Toxoidimpfstoff
Toxoidimpfstoffe bilden eine Untergruppe der Totimpfstoffe. Sie enthalten Toxoide (Proteine) als wirksamen Bestandteil und werden bei aktiven Impfungen eingesetzt. Toxoide sind entgiftete Toxine, bei denen durch spezielle Verfahren die für die Giftigkeit verantwortlichen Eigenschaften zerstört wurden, wobei die antigene Wirkung erhalten bleibt, das Immunsystem also zur Produktion von Antikörpern gegen das Toxin angeregt wird. Toxoidimpfstoffe finden breite Anwendung in der Prophylaxe von Diphtherie (Diphtherieimpfstoff) und Tetanus (Tetanusimpfstoff).

## Herstellung

### Entgiftung
Die Herstellung von Toxoidimpfstoffen beginnt mit einer Bakterienkultur der krankheitserregenden Bakterien Clostridium tetani oder Corynebacterium diphtheriae. Diese Bakterien produzieren Exotoxine, die ins Nährmedium abgegeben werden. Diese Toxine werden durch Sterilfiltration gewonnen und zur Entgiftung für mehrere Tage bei 30–40 °C mit Formaldehyd-Lösung behandelt. Unter diesen Bedingungen reagieren freie Aminogruppen in den Proteinseitenketten der Toxine mit Formaldehyd zu Azomethin-Gruppen. Diese Modifizierung bewirkt, dass beispielsweise Tetanospasmin nicht mehr an Ganglioside binden kann und somit seine toxische Wirkung verloren hat. Anstatt der Inaktivierung mit Fixierungsmitteln wie Formaldehyd kann eine Entgiftung auch im Zuge eines Proteindesigns erfolgen.

### Reinigung und Formulierung
Das so hergestellte Rohtoxoid wird mit Standardmethoden der Proteinreinigung zu einem hochreinen Toxoid aufbereitet. Dabei wird unter anderem auch das gesundheitsschädliche Formaldehyd entfernt; die Arzneibuch-Vorschriften fordern weniger als 0,02 % Formaldehyd im Impfstoff. Das gereinigte Toxoid muss ferner auf Anwesenheit unerwünschter Toxoid-Dimere oder Polymere überprüft werden; diese induzieren keine Immunität gegen das Toxin.
Zur Anwendung wird das Toxoid in der Regel an Aluminiumsalze wie Aluminiumhydroxid adsorbiert; dies verstärkt als Adjuvans die Immunantwort gegen das Toxoid.

### Chargenprüfung
Vor der Freigabe muss jede neu hergestellte Charge eines Toxoidimpfstoffes in Tierversuchen auf seine Wirksamkeit und Unbedenklichkeit überprüft werden. Dabei werden in der Regel Hausmeerschweinchen verwendet, die nach einer Impfung gegen die Gabe einer Dosis des giftigen Toxins immun sein sollen. Außerdem dürfen die Tiere auch nach einer Überdosis des Impfstoffes keine spezifische Toxizität zeigen; bei einer Impfung mit Tetanus-Toxoidimpfstoff dürfen die Tiere innerhalb von sechs Wochen keine Anzeichen einer Tetanus-Erkrankung zeigen.

## Anwendung
Toxoidimpfstoffe kommen nur noch selten als einzelne Impfstoffe zur Anwendung. Vereinzelt wird Tetanus-Toxoidimpfstoff zur Simultanimpfung mit Tetanus-Immunglobulin verwendet, wenn bei Verletzten der Impfschutz unklar oder nicht vorhanden ist, aber auch in diesen Fällen werden Diphtherie- und Tetanus-Kombinationsimpfstoffe (Td) verabreicht. Standard sind die Td-Kombinationsimpfstoffe bei Auffrischungsimpfungen bei Erwachsenen; diese sollte alle zehn Jahre vorgenommen werden. Ggf. sollte in Kombination auch eine Auffrischung gegen Keuchhusten (TdP) erfolgen. Zur Grundimmunisierung bei Säuglingen und Kindern nach dem Impfkalender kommen vorzugsweise andere Kombinationsimpfstoffe wie der DTP-Impfstoff oder ein hexavalenter Impfstoff zum Einsatz. Toxoidimpfstoffe sind gut verträglich und dürfen beispielsweise auch bei Schwangeren eingesetzt werden. Die häufigsten Nebenwirkungen sind Schmerzen, Schwellungen und Verhärtungen an der Injektionsstelle sowie Muskelschmerz.

## Historisches
Toxoide wurde Ende der 1890er Jahre von Paul Ehrlich beschrieben. Erste Toxoidimpfstoffe wurden ab 1904 an Pferden getestet, sowohl von Ernst Löwenstein als auch von Alexander Glenny. Die Toxoidimpfstoffe (auch Anatoxine genannt) waren Formaldehyd- und Hitze-inaktivierte Diphtherieimpfstoffe und wurden ab 1923 von dem französischen Tierarzt Gaston Ramon am Institut Pasteur entwickelt. Ab 1931 wurden Aluminiumsalze als Adjuvantien für Toxoidimpfstoffe verwendet. Die Toxoidimpfstoffe nach Ramon sind somit die ältesten heute noch routinemäßig gebräuchlichen Impfstoffe.